# Hiroyuki Morita
Hiroyuki Morita (森田 宏幸, Morita Hiroyuki, Fukuoka,  Japão, 26 de junho de 1964), é um diretor e animador japonês. Trabalhou como animador em projetos como Akira e Lupin III. Ele é mais conhecido por seu trabalho como diretor no Estúdio Ghibli e no filme Neko no ongaeshi.